# Puchar Konfederacji w piłce nożnej 2009
Puchar Konfederacji 2009 został rozegrany w dniach 14–28 czerwca 2009 w Republice Południowej Afryki. Turniej był próbą generalną przed odbywającymi się w tym kraju w 2010 roku mistrzostwami świata.

## Uczestnicy
- Południowa Afryka – gospodarz
- Włochy – Mistrz Świata 2006

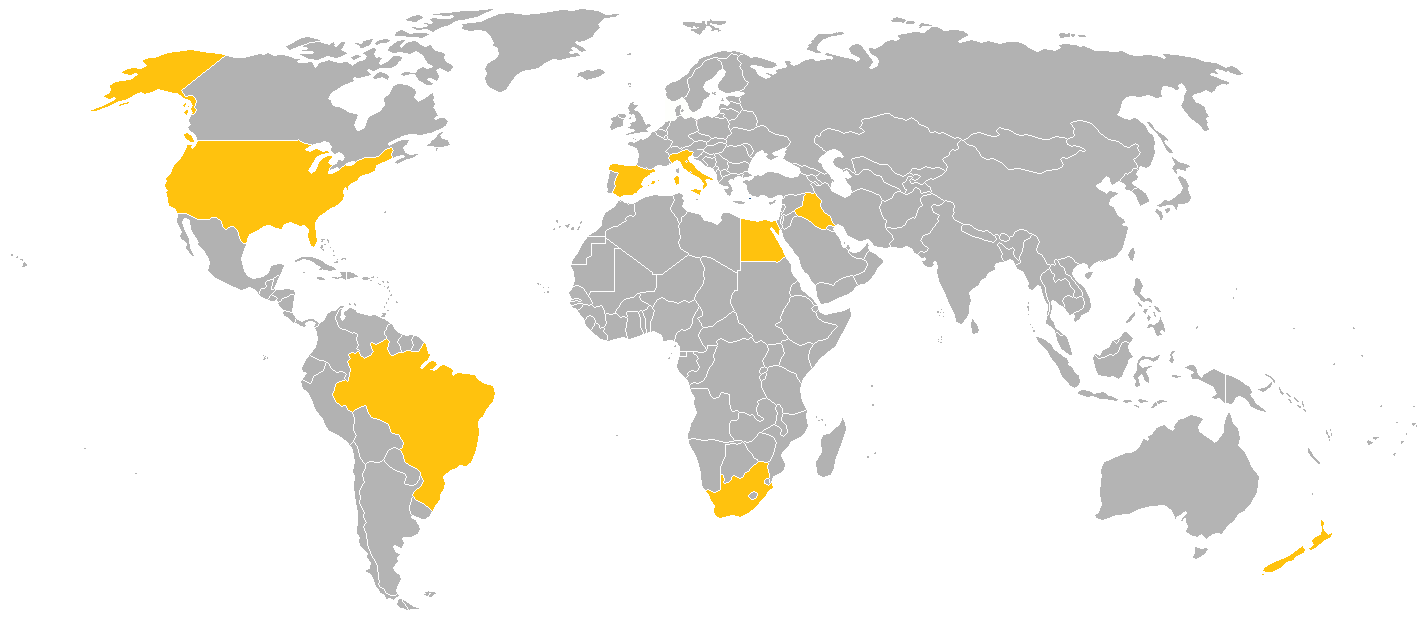
Państwa występujące

- Stany Zjednoczone – Mistrz Ameryki Północnej (zwycięzca Złotego Pucharu CONCACAF 2007)
- Brazylia – Mistrz Ameryki Południowej (zwycięzca Copa América 2007)
- Irak – Mistrz Azji (zwycięzca Pucharu Azji 2007)
- Egipt – Mistrz Afryki (zwycięzca Pucharu Narodów Afryki 2008)
- Hiszpania – Mistrz Europy (zwycięzca Euro 2008)
- Nowa Zelandia – Mistrz Oceanii (zwycięzca Pucharu Narodów Oceanii 2008)

## Stadiony
| Południowa Afryka                          |                                                |                                            |                                            |                                            |
| Johannesburg                               | Rustenburg                                     | JohannesburgRustenburgBloemfonteinPretoria | Bloemfontein                               | Pretoria                                   |
| Ellis Park                                 | Royal Bafokeng Stadium                         | JohannesburgRustenburgBloemfonteinPretoria | Free State Stadium                         | Loftus Versfeld Stadium                    |
| Pojemność: 62 000                          | Pojemność: 42 000                              | JohannesburgRustenburgBloemfonteinPretoria | Pojemność: 48 000                          | Pojemność: 51 762                          |
| 26°11′51″S 28°03′39″E/-26,197500 28,060833 | 25°34′43,0″S 27°09′38,5″E/-25,578611 27,160694 | JohannesburgRustenburgBloemfonteinPretoria | 29°07′02″S 26°12′32″E/-29,117222 26,208889 | 25°45′12″S 28°13′22″E/-25,753333 28,222778 |
| 2 mecze fazy grupowej, półfinał, finał     | 3 mecze fazy grupowej, mecz o 3. miejsce       | JohannesburgRustenburgBloemfonteinPretoria | 3 mecze fazy grupowej, półfinał            | 3 mecze fazy grupowej                      |
|                                            |                                                | JohannesburgRustenburgBloemfonteinPretoria |                                            |                                            |

## Sędziowie
| - Coffi Codjia Asystenci: Komi Konyoh, Alexis Fassinou - Eddy Maillet Asystenci: Evarist Menkouande, Bechir Hassani - Matthew Breeze Asystenci: Matthew Cream, Ben Wilson - Howard Webb Asystenci: Peter Kirkup, Mike Mullarkey - Martin Hansson Asystenci: Fredrik Nilsson, Henrik Andrén | - Massimo Busacca Asystenci: Matthias Arnet, Francisco Buragina - Benito Archundia Asystenci: Marvin Torrentera, Héctor Vergara - Michael Hester Asystenci: Jan Hendrik-Hintz, Mark Rule - Pablo Pozo Asystenci: Patricio Basualto, Francisco Mondria - Jorge Larrionda Asystenci: Pablo Fandiño, Mauricio Espinosa |

## Terminarz turnieju
Legenda do tabelek:
- Pkt – liczba punktów
- M – liczba meczów
- W – wygrane
- R – remisy
- P – porażki
- Br+ – bramki zdobyte
- Br− – bramki stracone
- +/− – różnica bramek

Dwie pierwsze drużyny z każdej grupy awansowały do dalszych gier.

### Grupa A
| Zespół            | Pkt | M | W | R | P | Br+ | Br- | +/− |
| Hiszpania         | 9   | 3 | 3 | 0 | 0 | 8   | 0   | +8  |
| Południowa Afryka | 4   | 3 | 1 | 1 | 1 | 2   | 2   | 0   |
| Irak              | 2   | 3 | 0 | 2 | 1 | 0   | 1   | -1  |
| Nowa Zelandia     | 1   | 3 | 0 | 1 | 2 | 0   | 7   | -7  |

| 14 czerwca 2009 16:00 CET | Południowa Afryka | 0:0Raport | Irak | Ellis Park, Johannesburg Widzów: 52 522 Sędzia: Jorge Larrionda |
|                           |                   |           |      |                                                                 |

| 14 czerwca 2009 20:30 CET | Nowa Zelandia | 0:50:4Raport | Hiszpania · Torres 6' 14' 17' · Fabregas 24' · Villa 48' | Royal Bafokeng Stadium, Rustenburg Widzów: 21 649 Sędzia: Coffi Codjia |
|                           |               |              |                                                          |                                                                        |

| 17 czerwca 2009 16:00 CET | Hiszpania · Villa 55' | 1:00:0Raport | Irak | Free State Stadium, Bloemfontein Widzów: 30 512 Sędzia: Matthew Breeze |
|                           |                       |              |      |                                                                        |

| 17 czerwca 2009 20:30 CET | Południowa Afryka · Parker 21' 52' | 2:01:0Raport | Nowa Zelandia | Royal Bafokeng Stadium, Rustenburg Widzów: 36 598 Sędzia: Benito Archundia |
|                           |                                    |              |               |                                                                            |

| 20 czerwca 2009 20:30 CET | Irak | 0:0Raport | Nowa Zelandia | Ellis Park, Johannesburg Widzów: 23 295 Sędzia: Howard Webb |
|                           |      |           |               |                                                             |

| 20 czerwca 2009 20:30 CET | Hiszpania · Villa 52' · Llorente 72' | 2:00:0Raport | Południowa Afryka | Free State Stadium, Bloemfontein Widzów: 38 212 Sędzia: Pablo Pozo |
|                           |                                      |              |                   |                                                                    |

### Grupa B
| Zespół            | Pkt | M | W | R | P | Br+ | Br- | +/− |
| Brazylia          | 9   | 3 | 3 | 0 | 0 | 10  | 3   | +7  |
| Stany Zjednoczone | 3   | 3 | 1 | 0 | 2 | 4   | 6   | -2  |
| Włochy            | 3   | 3 | 1 | 0 | 2 | 3   | 5   | -2  |
| Egipt             | 3   | 3 | 1 | 0 | 2 | 4   | 7   | -3  |

| 15 czerwca 2009 16:00 CET | Brazylia · Kaká 5' 90+1' (k.) · Fabiano 12' · Juan 37' | 4:33:1Raport | Egipt · Zidan 9' 55' · Shawky 54' | Free State Stadium, Bloemfontein Widzów: 27 851 Sędzia: Howard Webb |
|                           |                                                        |              |                                   |                                                                     |

| 15 czerwca 2009 20:30 CET | Stany Zjednoczone · Donovan 41' (k.) · Clark 33' | 1:31:0Raport | Włochy · Rossi 58' 90+4' · De Rossi 72' | Loftus Versfeld Stadium, Pretoria Widzów: 34 341 Sędzia: Pablo Pozo |
|                           |                                                  |              |                                         |                                                                     |

| 18 czerwca 2009 16:00 CET | Stany Zjednoczone · Kljestan 57' | 0:30:2Raport | Brazylia · Melo 7' · Robinho 20' · Maicon 62' | Loftus Versfeld Stadium, Pretoria Widzów: 39 617 Sędzia: Massimo Busacca |
|                           |                                  |              |                                               |                                                                          |

| 18 czerwca 2009 20:30 CET | Egipt · Homos 40' | 1:0Raport | Włochy | Ellis Park, Johannesburg Widzów: 52 150 Sędzia: Martin Hansson |
|                           |                   |           |        |                                                                |

| 21 czerwca 2009 20:30 CET | Włochy | 0:3Raport | Brazylia · Fabiano 37' 43' · Dossena 45' (sam.) | Loftus Versfeld Stadium, Pretoria Widzów: 41 195 Sędzia: Benito Archundia |
|                           |        |           |                                                 |                                                                           |

| 21 czerwca 2009 20:30 CET | Egipt | 0:30:1Raport | Stany Zjednoczone · Davies 21' · Bradley 63' · Dempsey 71' | Royal Bafokeng Stadium, Rustenburg Widzów: 23 140 Sędzia: Michael Hester |
|                           |       |              |                                                            |                                                                          |

### Półfinały
| 24 czerwca 2009 20:30 | Hiszpania | 0:20:1Raport | Stany Zjednoczone · Altidore 27' · Dempsey 74' · 87' Bradley | Free State Stadium, Bloemfontein Widzów: 35 369 Sędzia: Jorge Larrionda |
|                       |           |              |                                                              |                                                                         |

| 25 czerwca 2009 20:30 | Brazylia · Alves 88' | 1:00:0Raport | Południowa Afryka | Ellis Park, Johannesburg Widzów: 48 049 Sędzia: Massimo Busacca |
|                       |                      |              |                   |                                                                 |

### Mecz o 3. miejsce
| 28 czerwca 2009 15:00 | Hiszpania · Güiza 88' 89' · Alonso 107' | 3:20:0, 2:2Raport | Południowa Afryka · Mphela 73' 90+3' | Royal Bafokeng Stadium, Rustenburg Widzów: 31 788 Sędzia: Matthew Breeze |
|                       |                                         |                   |                                      |                                                                          |

### Finał
| 28 czerwca 2009 20:30 | Stany Zjednoczone · Dempsey 10' · Donovan 27' | 2:32:0Raport | Brazylia · Fabiano 46' 74' · Lúcio 84' | Ellis Park, Johannesburg Widzów: 52 291 Sędzia: Martin Hansson |
|                       |                                               |              |                                        |                                                                |

 

ZDOBYWCA PUCHARU KONFEDERACJI 2009

BRAZYLIA
 TRZECI TYTUŁ

## Strzelcy
5 goli
- Luís Fabiano

3 gole
- Fernando Torres
- David Villa
- Clint Dempsey

2 gole
- Kaká
- Mohamed Zidan
- Daniel Güiza
- Bernard Parker
- Katlego Mphela
- Landon Donovan
- Giuseppe Rossi

1 gol
- Lúcio
- Juan
- Maicon
- Felipe Melo
- Robinho
- Dani Alves
- Mohamed Shawky
- Mohamed Homos
- Cesc Fàbregas
- Fernando Llorente
- Xabi Alonso
- Charlie Davies
- Michael Bradley
- Jozy Altidore
- Daniele De Rossi

gole samobójcze
- Andrea Dossena dla  Brazylii